# تشيرو أل لامبرو
تشيرّو أل لامبرو هي بلدية (كوموني) في مدينة ميلانو الحضرية في منطقة لومبارديا في إيطاليا، وتقع على بعد حوالي
جنوب شرق ميلانو.
تجاور تشيرّو أل لامبرو البلديات التالية: فيتسولو بريدابيسي، كاربيانو، ميليجنانو، سان زينوني أل لامبرو، باسكابي، وكازاليتو لوديجيانو.

## وصلات خارجية
- الموقع الرسمي